# Església de Sant Felip Neri de Barcelona
L'Església de Sant Felip Neri és un conjunt arquitectònic situat a la plaça del mateix nom i el carrer de la Palla de Barcelona, catalogat com a bé cultural d'interès local.

## Història
L'església de Sant Felip Neri va néixer com a dependència del convent dels felipons, que es van establir al lloc el 1673. L'església va ser construïda entre 1721 i 1752 i es creu que fou obra de l'arquitecte Pere Bertran, que hauria tingut l'ajuda de Salvador Ausich i Font, i les escultures haurien anat a càrrec de Pere Costa i Carles Grau. El 1769, Josep Ausich i Mir, fill de Salvador, hi va instal·lar el retaule del Sant.
El 30 de gener del 1938, durant la Guerra Civil, va ser escenari d'un intens bombardeig per part de l'aviació italiana, que va deixar 42 víctimes mortals, la majoria nens que eren alumnes de l'escola Sant Felip Neri, en enfonsar-se el sostre del soterrani on s'havien refugiat. La metralla de les explosions va deixar unes marques a les parets exteriors del temple que encara són visibles avui dia. Aquests murs s'han inclòs a l'inventari de Petits paisatges de Barcelona.

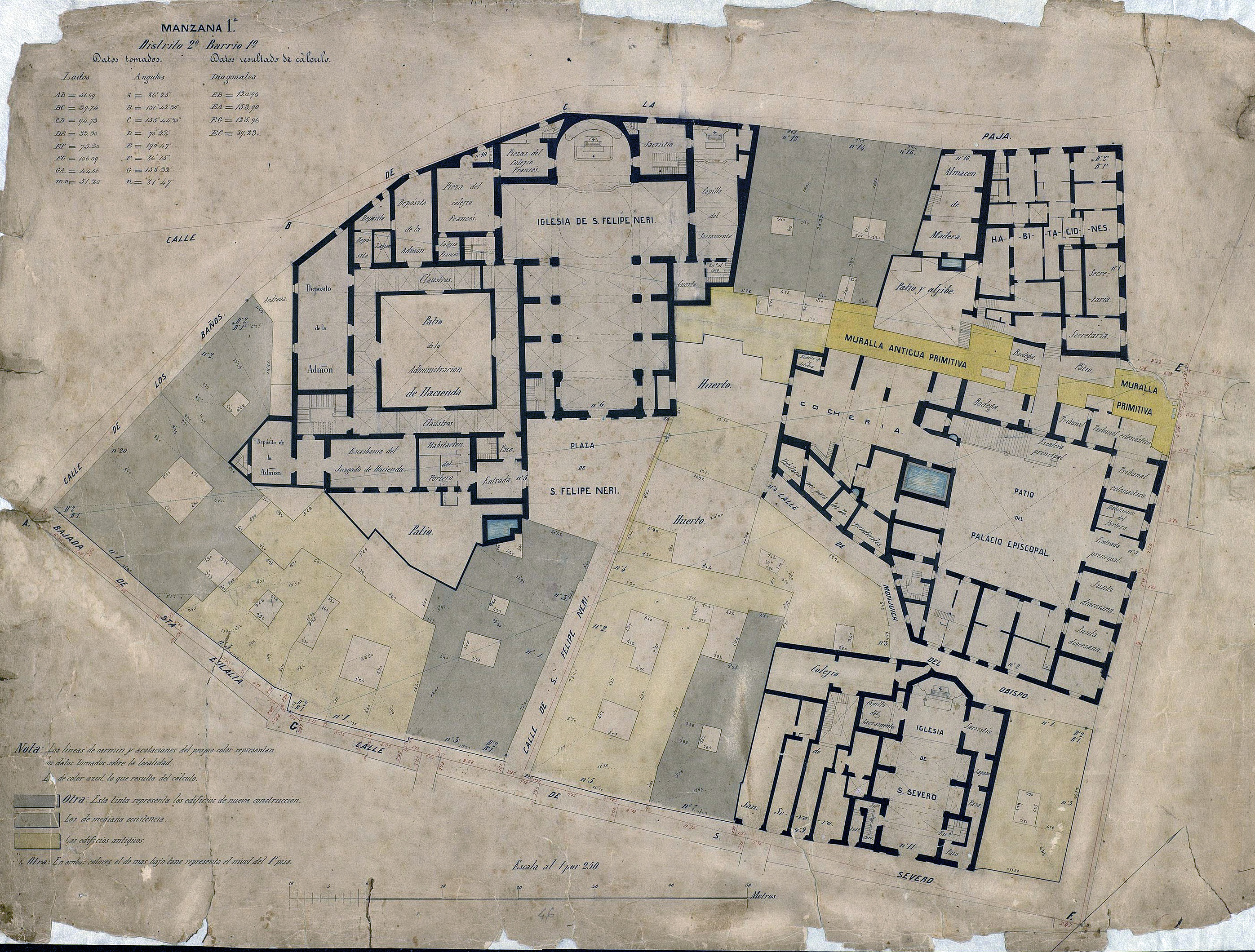
Quarteró núm. 46 de Garriga i Roca (c. 1860)

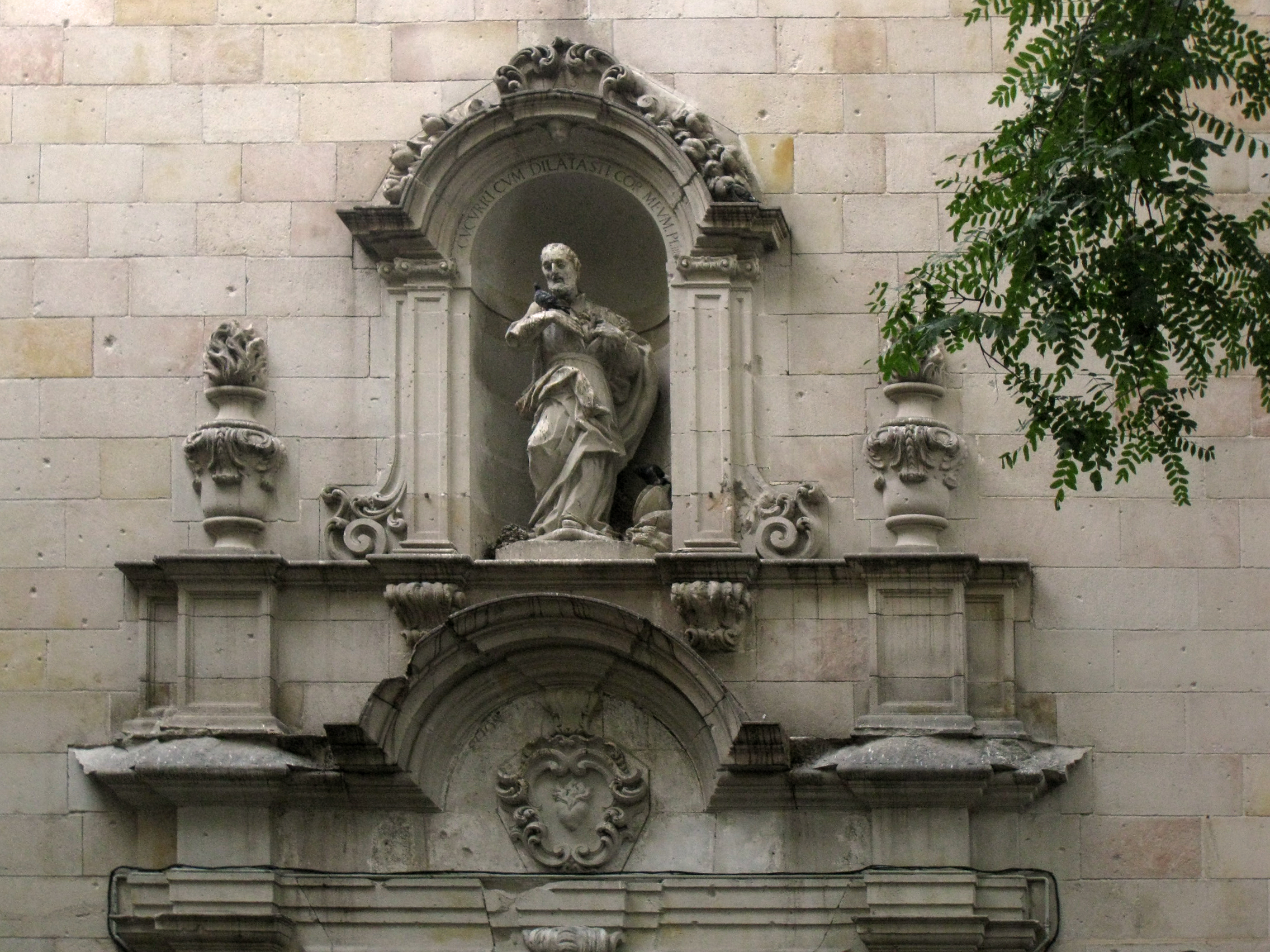
Detall de la façana

## Edifici
L'església té planta contrareformista, amb una única nau i capelles laterals amb un avantpassadís que permet el recorregut per les capelles sense incidir en la zona de culte, seguint una tipologia característica de l'arquitectura religiosa tardobarroca catalana, com també es pot apreciar a l'església de la Mercè. Té un creuer cobert amb cúpula i un absis semicircular.
La seva façana, inspirada en la de la capella de la Ciutadella, està rematada per un ampli semicercle, resultant més esvelta i dinàmica per la seva major altura i per la unió en corba del carrer principal amb les laterals. L'accés, adovellat, està flanquejat per pilastres caixejades i coronat per una cornisa recta, que en el seu centre es corba per a allotjar un escut. Sobre l'accés principal se situa un segon cos amb una fornícula amb la imatge del sant, emmarcada igualment amb pilastres. Igual que en la capella de la Ciutadella, a la part superior de la façana se situa un ampli òcul per permetre l'entrada de la llum a l'interior del temple.
A la part posterior del temple, que dona al carrer de la Palla, hi ha dues portes barroques i una fornícula amb la imatge de Sant Felip Neri.
L'interior destaca pels seus altars barrocs i neoclàssics, especialment l'altar major, realitzat entre 1807-1815 segons un projecte de Nicolau Travé i amb la possible participació de l'escultor Salvador Gurri. Entre les imatges conservades a l'església hi ha sant Felip Neri i sant Ramon de Penyafort (Ignasi Vergara), l'adoració dels Reis Mags (Salvador Gurri), i santa Anna (Ramon Amadeu i Anton Compte). Dos grans quadres de Joan Llimona sobre la vida de sant Felip Neri (1901) pengen dels extrems del creue. Un d'ells representa el Sant envoltat de minyons i l'altre la missa, on la fesomia del sant recorda molt la de l'arquitecte Antoni Gaudí.
El convent de la Congregació de l'Oratori, adossat a l'església i reestructurat a la segona meitat del segle xviii, s'obre també a la plaça i compta amb un claustre tancat de dos pisos. Compta amb un oratori seglar, actualment ocupat per la Coral Sant Jordi i emprat per als assajos.